# Paratyndaris robusta
Paratyndaris robusta es una especie de escarabajo barrenador metálico del género Paratyndaris, de la familia Buprestidae, orden Coleoptera.

## Distribución
Se distribuye por la ecozona del Neotrópico.

## Taxonomía
Fue descrita por Dozier en 1988 y publicada en Dozier B. K. A new species of Tyndaris from southwestern Mexico (Coleoptera: Buprestidae: Polycestinae). The Coleopterists Bulletin 42(4):334-336. (1988).